# Acanthus mollis
L'acanto (Acanthus mollis L., 1753) è una pianta angiosperma dicotiledone della famiglia delle Acanthaceae.

## Descrizione
L'acanto è una pianta erbacea perenne che può raggiungere anche 1,5 m di altezza. 
Le foglie hanno un picciolo lungo e robusto e una lamina color verde brillante; sono di forma pennatifida con lobi profondamente inciso-dentati. Il fusto è fiorifero (porta cioè i fiori direttamente su di esso). 
I fiori sono raccolti in lunghe spighe terminali di forma vagamente cilindrica; sono piuttosto vistosi per il contrasto cromatico tra la corolla (di colore bianco con sfumature rosa pallido) e il calice (rosso-violaceo). Gli stami sono funzionali, in numero di 4 per ogni fiore, ai quali si aggiunge uno stamidio. Il periodo di fioritura va da marzo a giugno.
I frutti sono capsule loculicide bivalvi ad apertura esplosiva. I semi sono piuttosto grossi e lisci, di color nero-brunastro.

## Distribuzione e habitat
L'acanto è diffuso nella regione mediterranea occidentale e centrale; il suo areale va dall'Africa nord-occidentale (Marocco, Algeria, Tunisia) all'Italia (comprese Sicilia e Sardegna), alla penisola balcanica e alle isole dell'Egeo, per spingersi a oriente sino alla Turchia e al Medio Oriente.
In Italia è comune in tutta la penisola e nelle isole maggiori, dal livello del mare sino a 200 m di altitudine.

## Avversità
La pianta di A. mollis non presenta problematiche causate da insetti. Tuttavia il fogliame può essere compromesso in modo esteso da erosioni provocate in prevalenza da lumache (chiocciole) e limacce.

## Galleria d'immagini

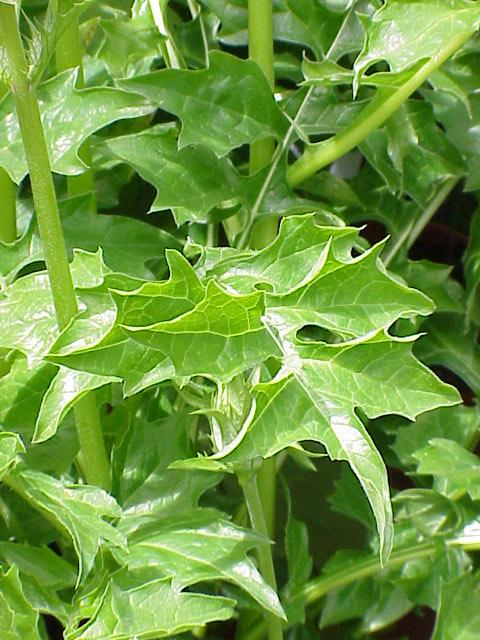
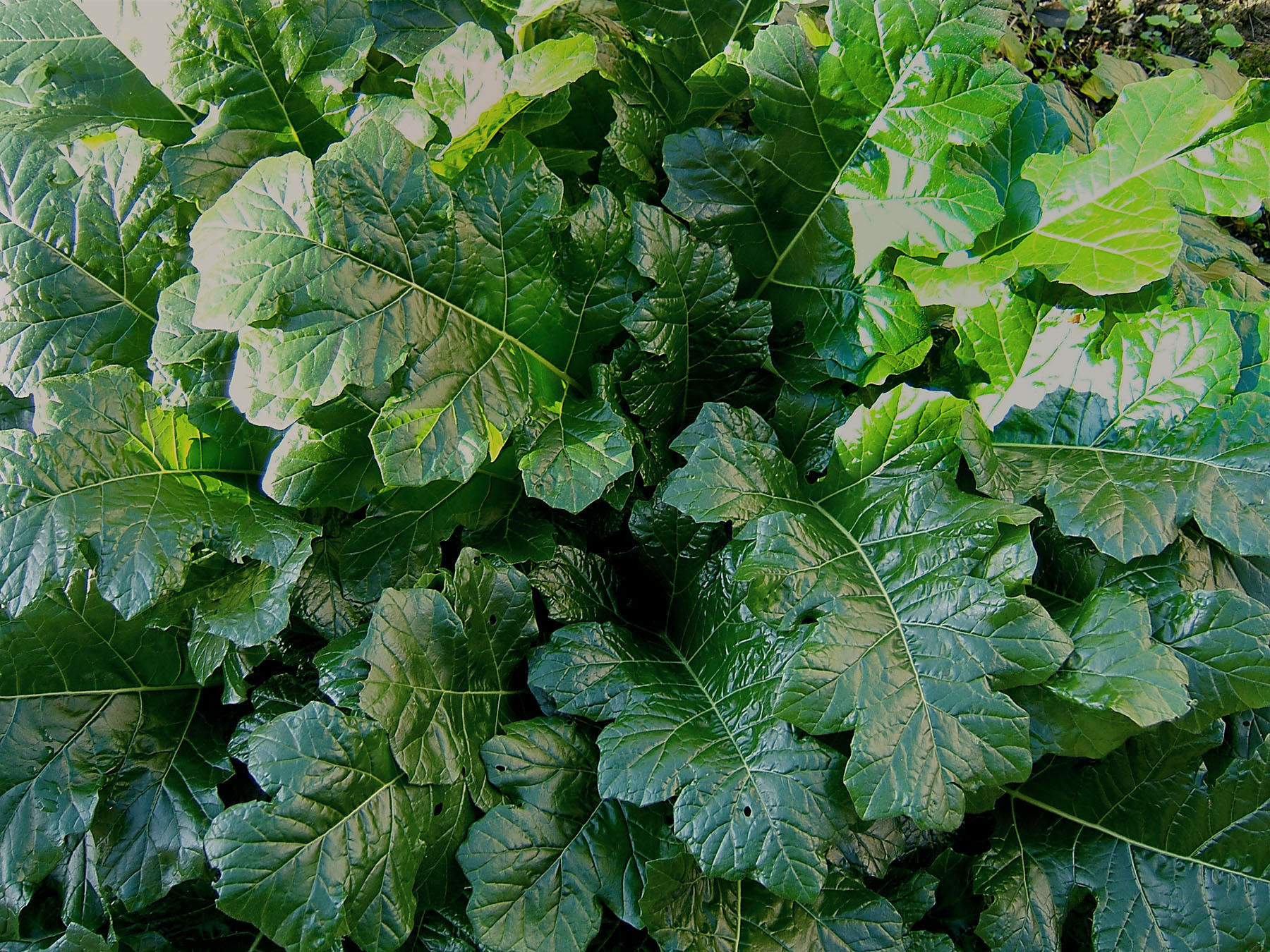
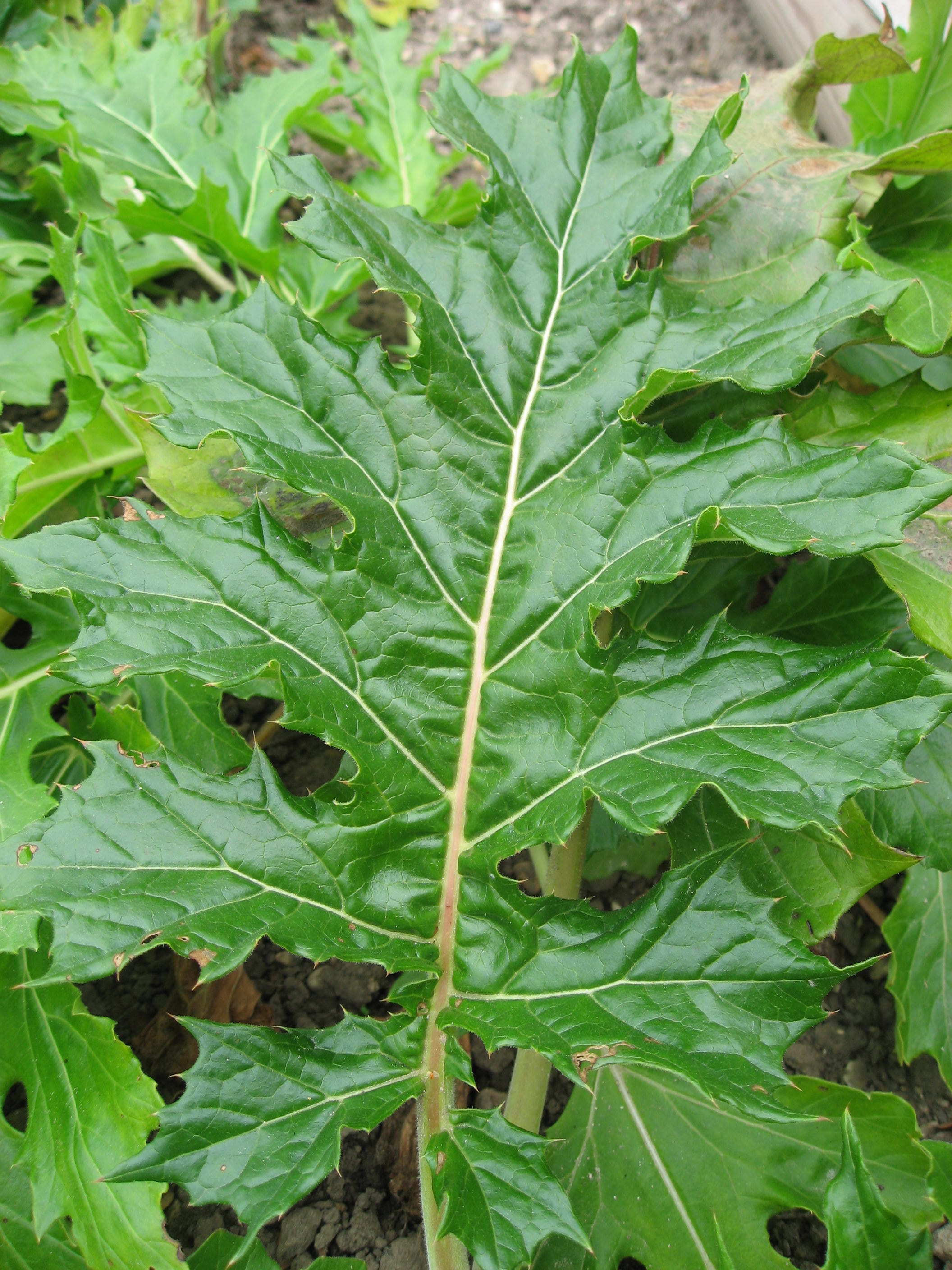
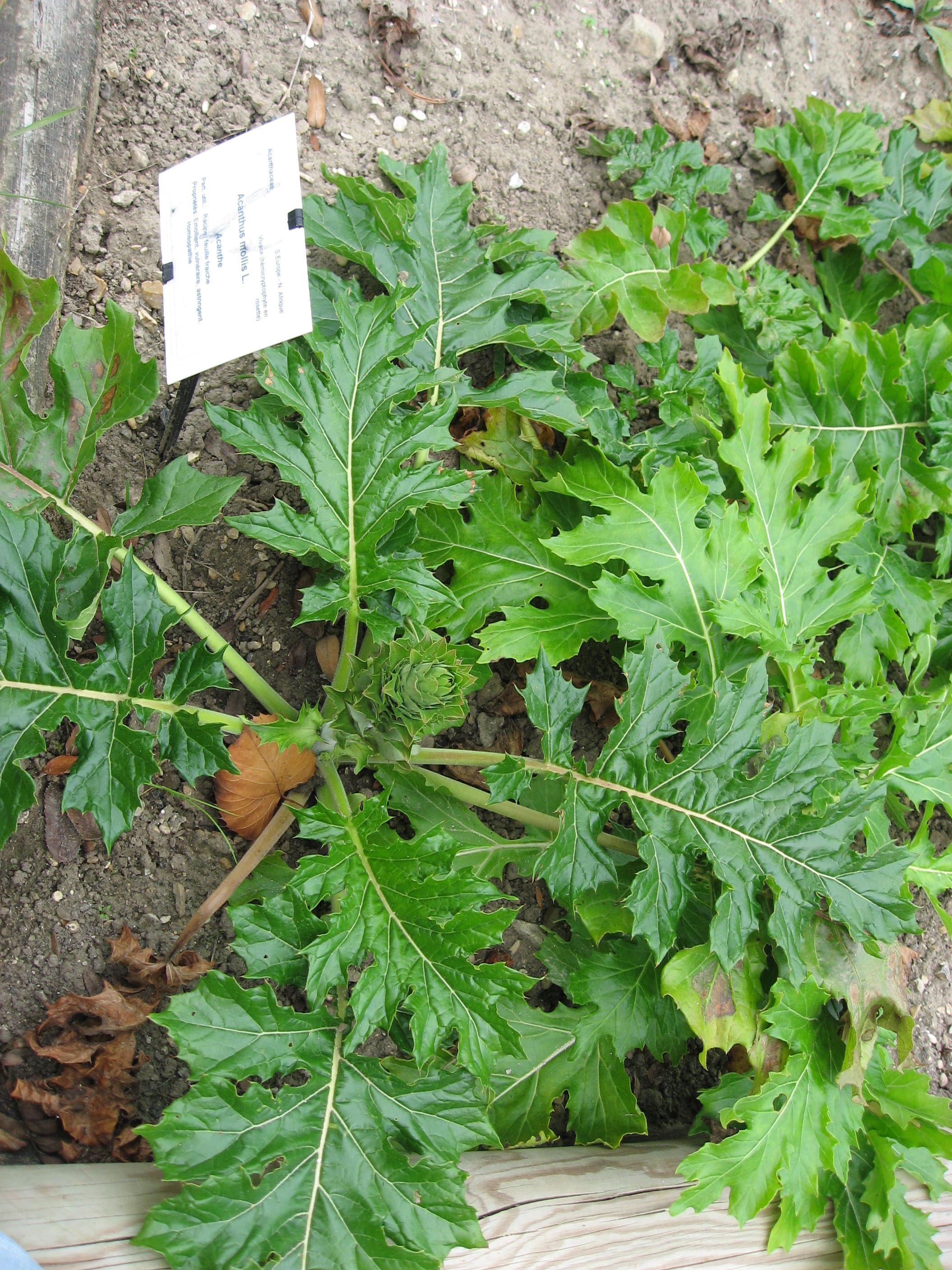
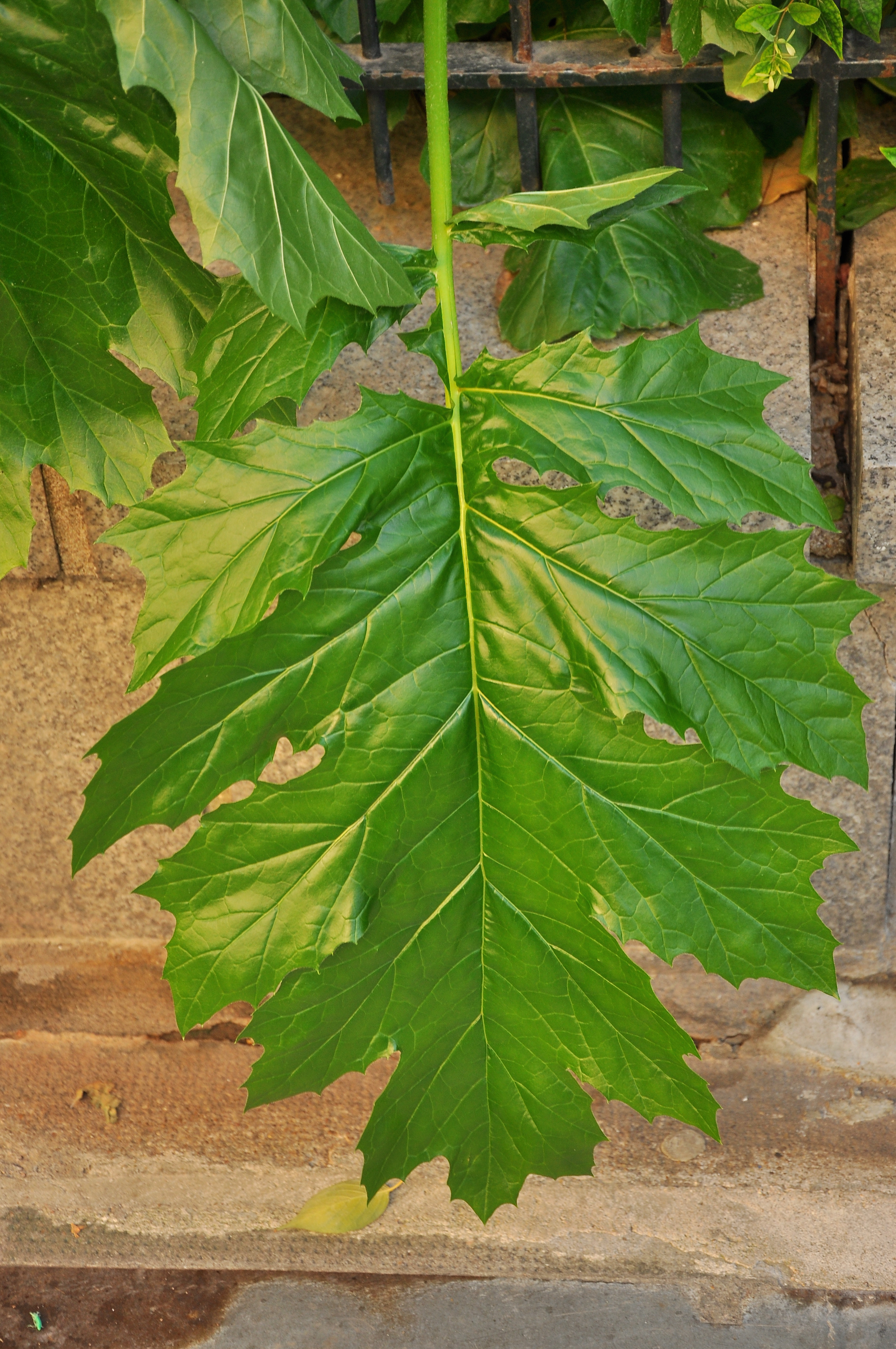
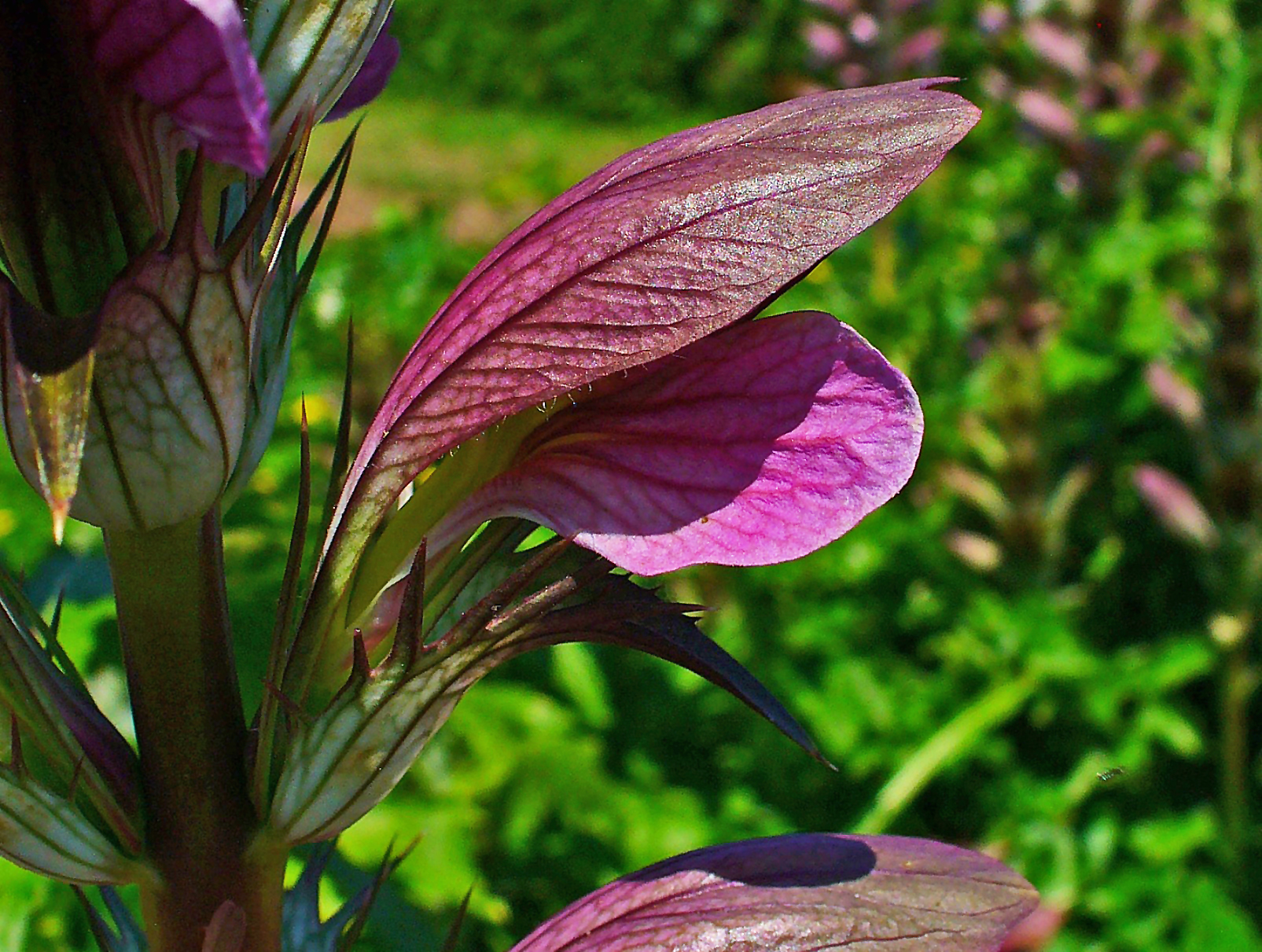
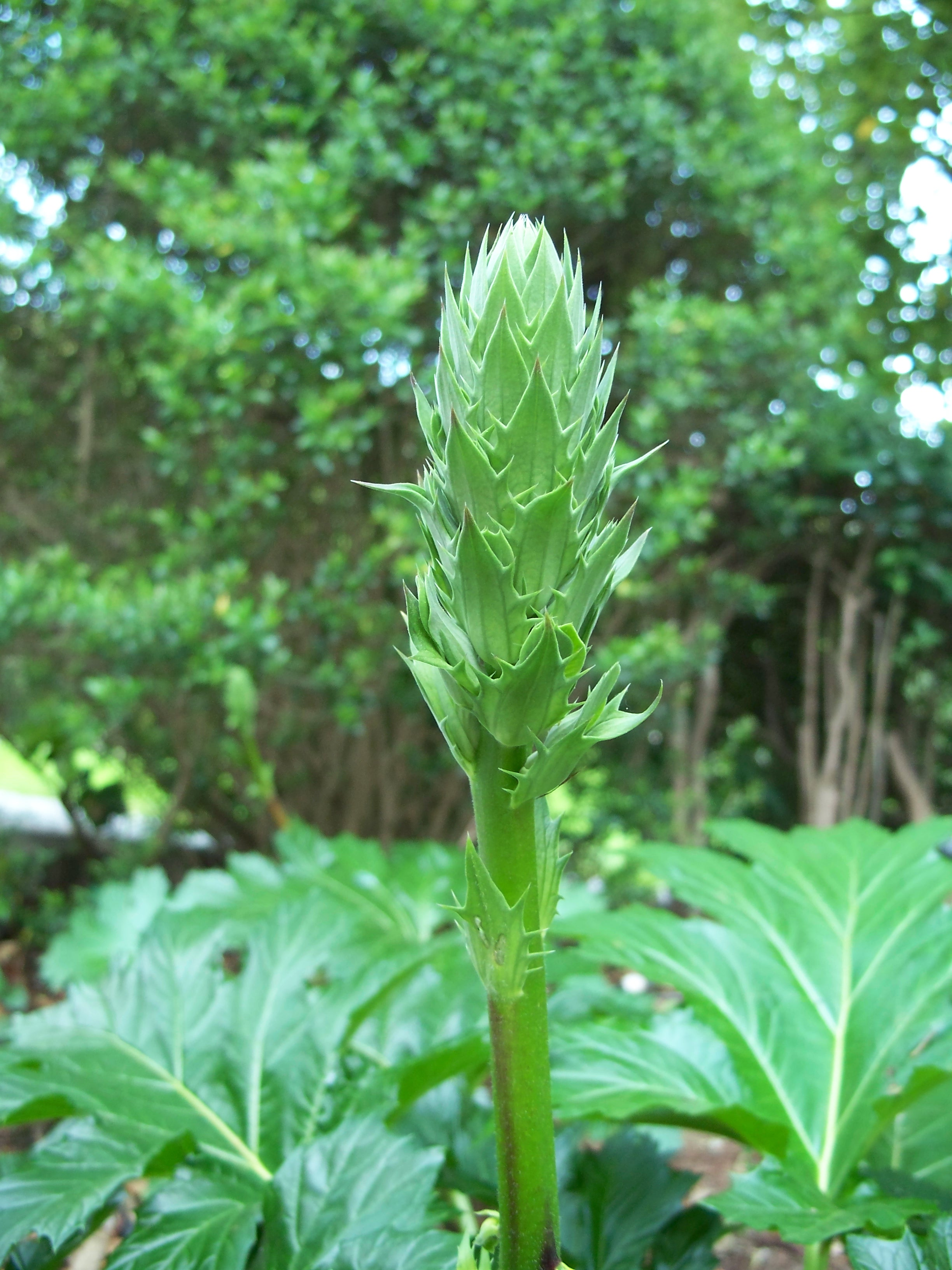
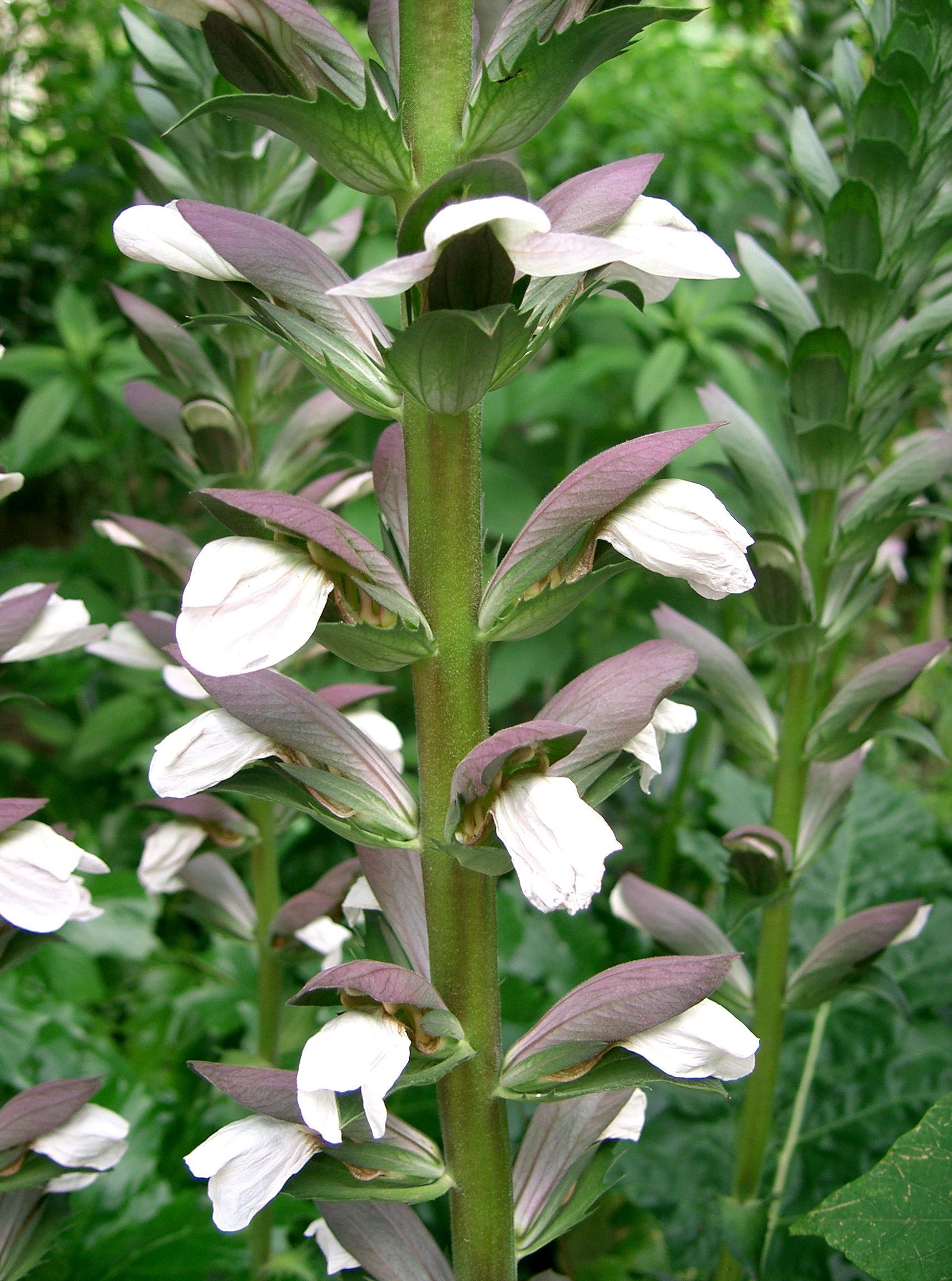
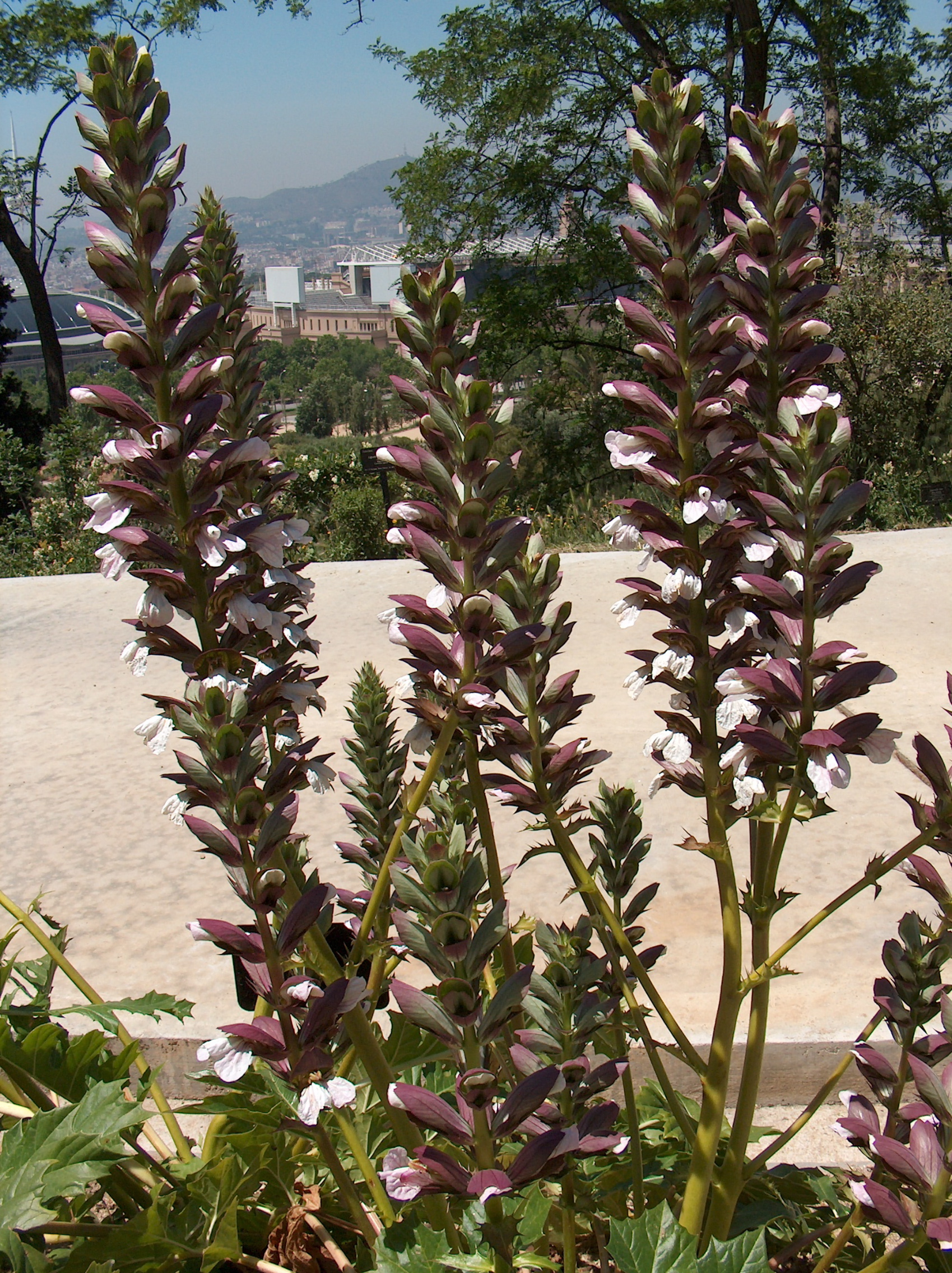
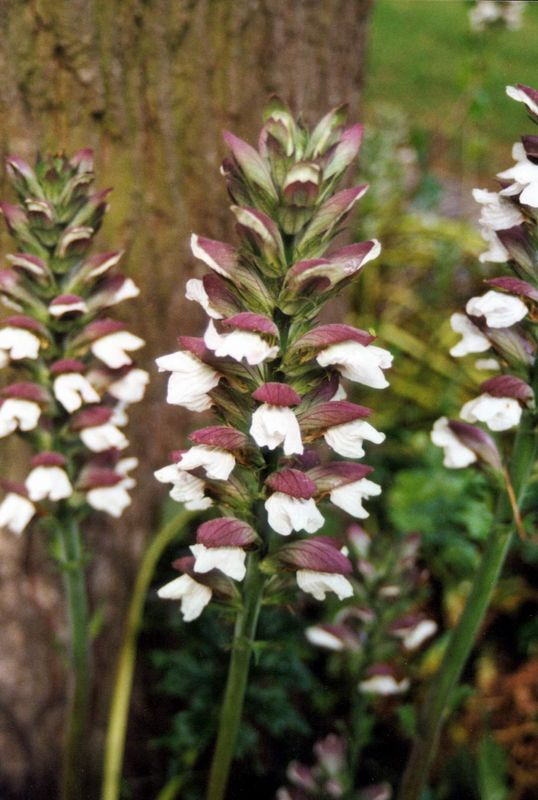
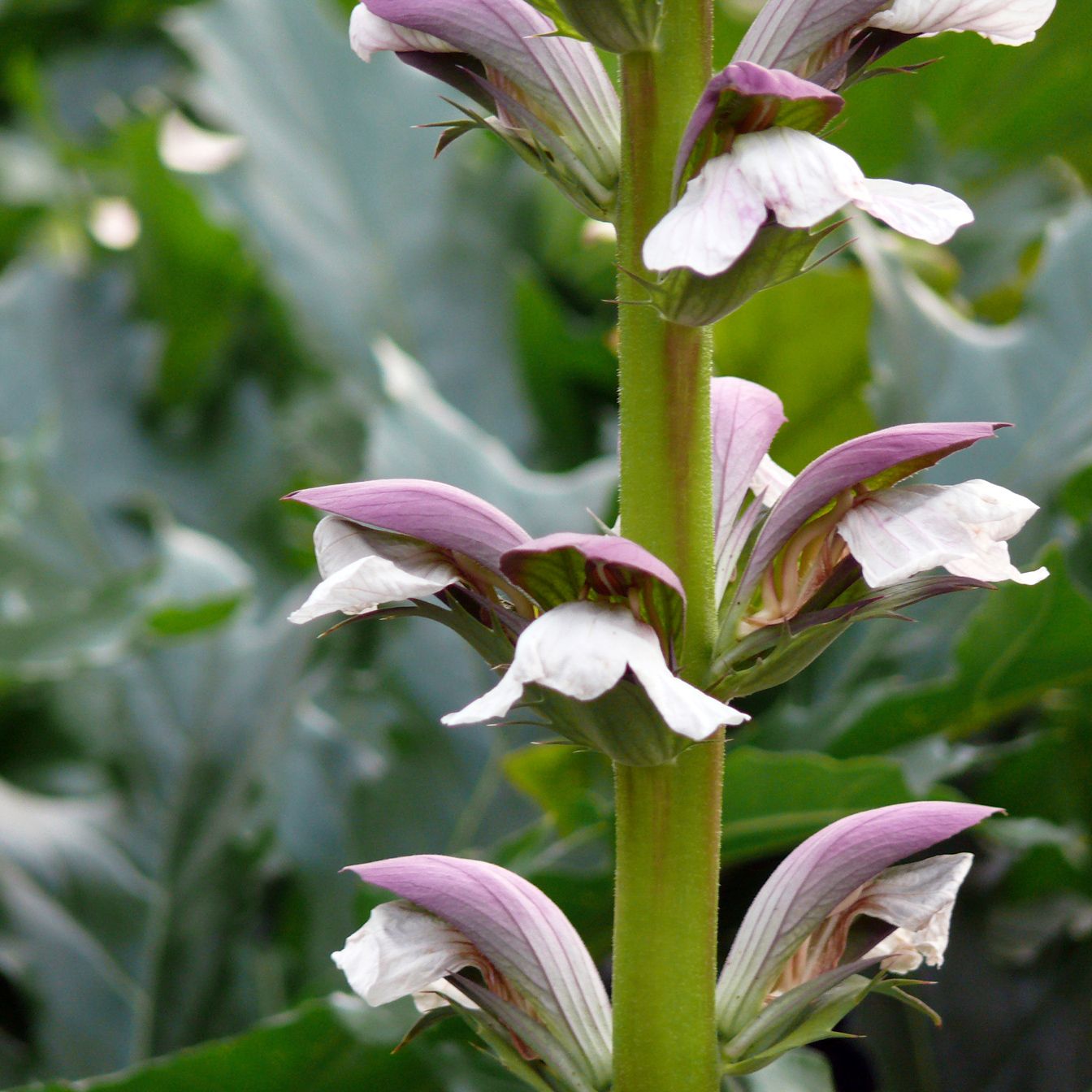
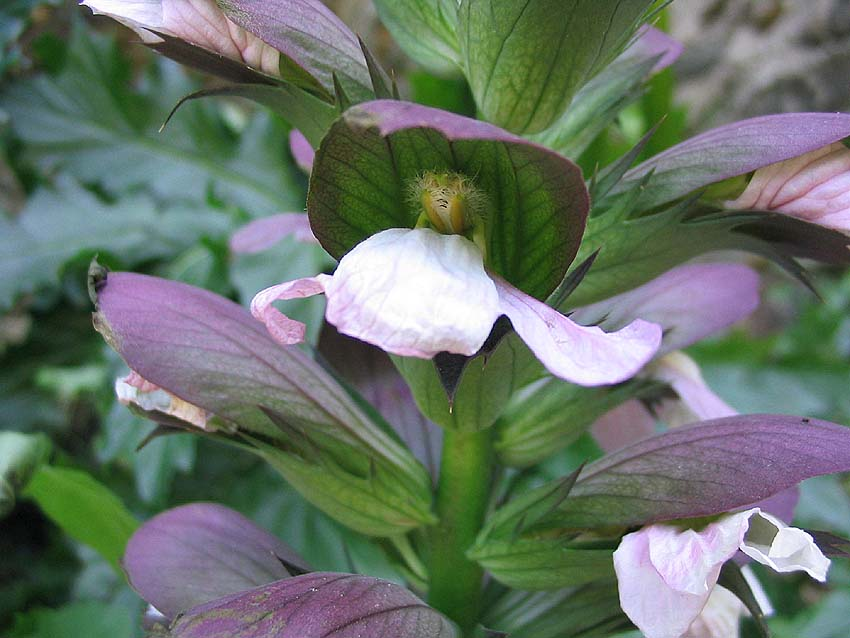
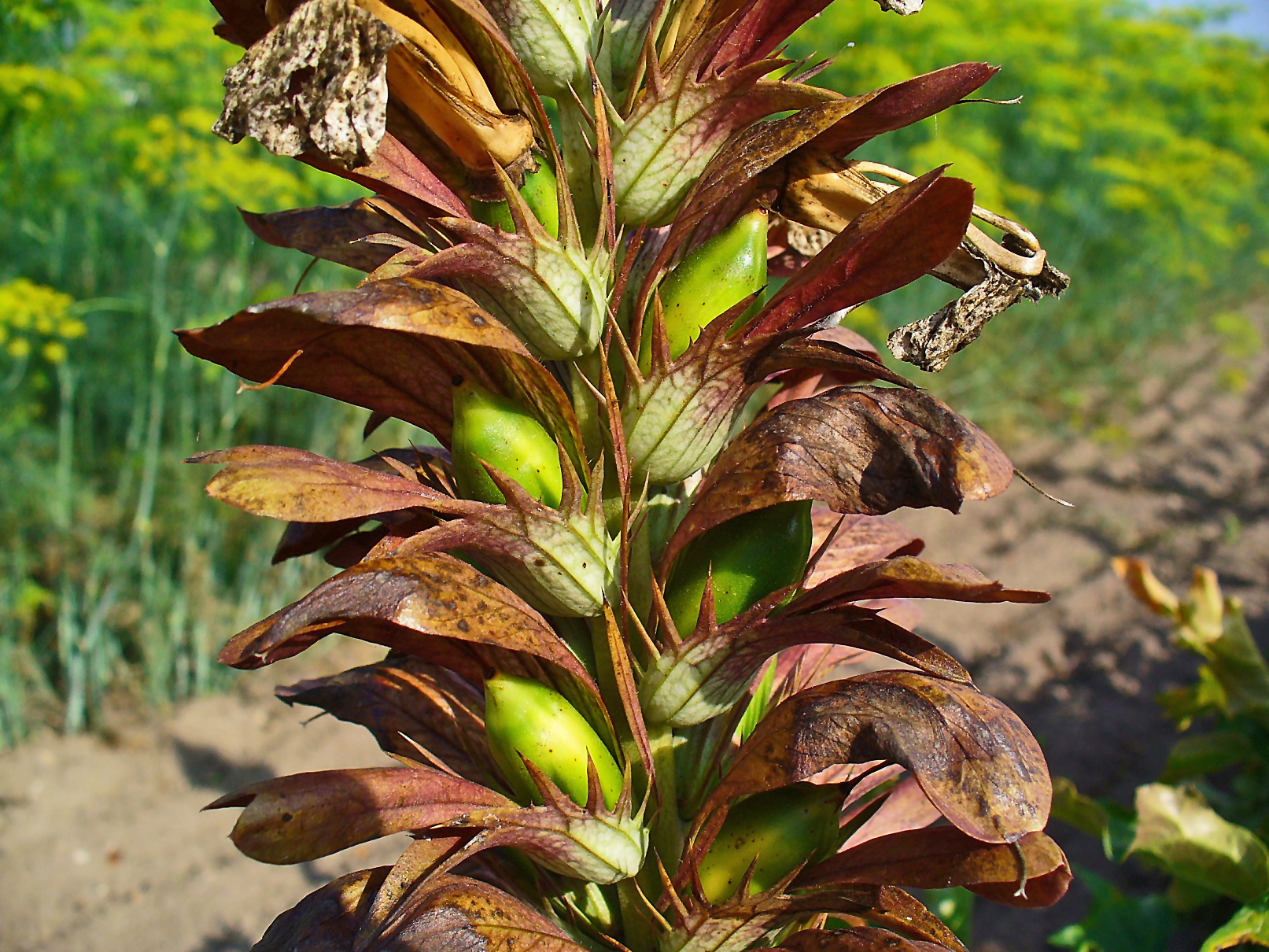
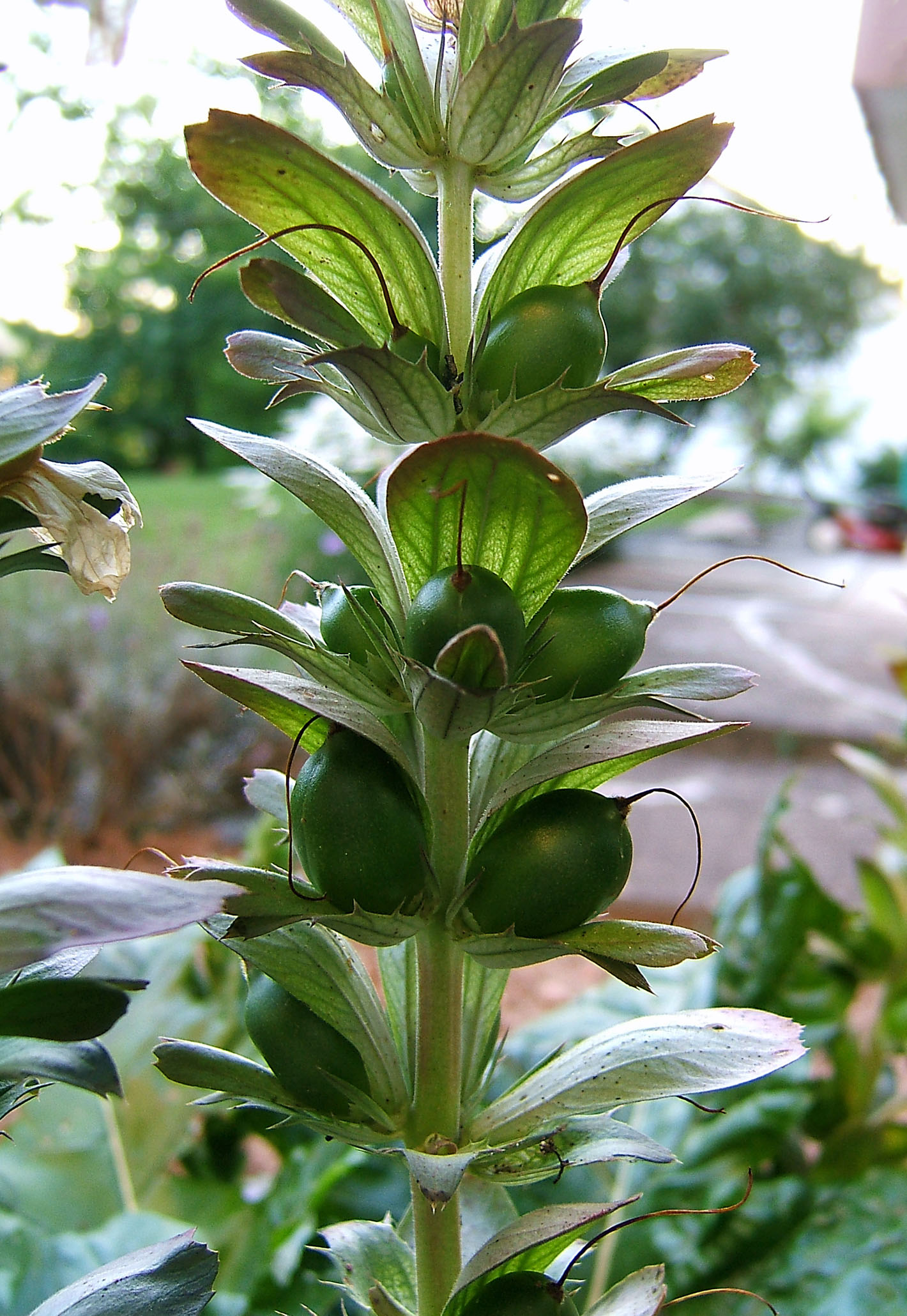
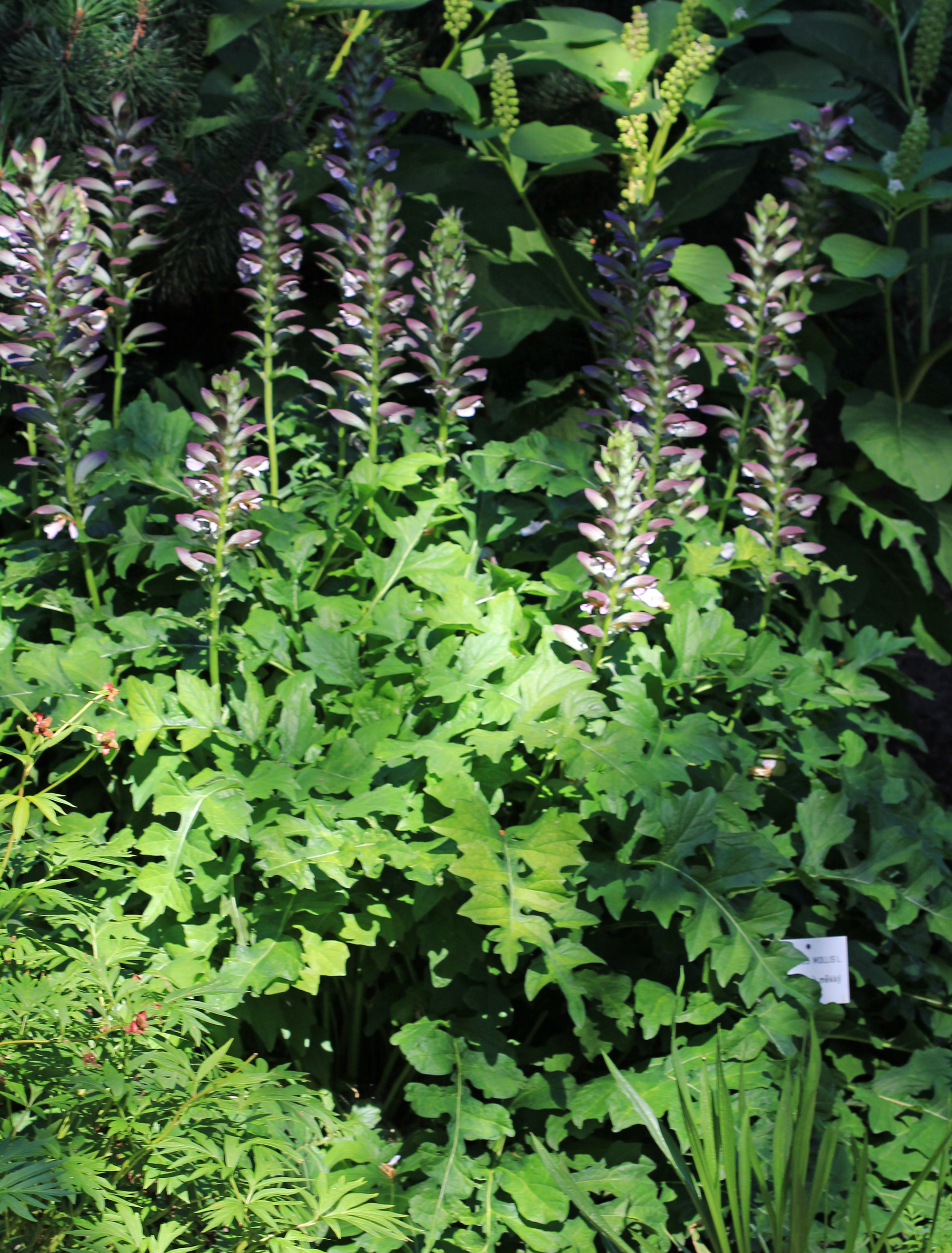